# 탐정 몽크

《탐정 몽크》(영어: Monk)는 미국의 드라메디 탐정 미스터리 드라마이다. 샌프란시스코를 배경으로, 300여 개가 넘는 각종 공포증과 강박장애를 가진 전직 경찰관이자 명탐정인 에이드리안 몽크와 그 주변 인물들을 주인공으로 벌어지는 각종 사건의 해결 과정을 코믹하게 그린 TV 드라마 시리즈이다.
몽크 시리즈는 2002년 7월 12일 미국에서 케이블 TV, USA 네트워크를 통해 방송을 시작했으나, 인기가 많아지면서 지상파 ABC로 옮겨와 시청률이 높은 시간에 방송할 정도로 사랑을 받았으며, 2009년 12월 시즌 8을 마지막으로 방송이 종료되었다. 드라마의 인기에 힘입어 에미상 8개를 비롯하여 많은 상을 수상하였다. 한국에서는 KBS에서 2003년 6월 21일부터 2006년 2월 4일까지 토요일 1시에 방송했으며, 케이블 TV채널인 폭스코리아채널에서 방송했다.

## 방송 시간
| 방송 채널 | 방송 기간                        | 방송 시간                                                            |
| --------- | -------------------------------- | -------------------------------------------------------------------- |
| KBS 2TV   | 2003년 6월 21일 ~ 11월 8일       | 매주 토요일 낮 12:20 ~ 1:10(50분,첫화부터 시즌 2 9화까지 연속 방영.) |
| KBS 2TV   | 2004년 4월 24일 ~ 6월 5일        | 매주 토요일 낮 1:10 ~ 2:00(50분,시즌 2의 미방영된 7편 방영.)         |
| KBS 2TV   | 2005년 10월 8일 ~ 2006년 2월 4일 | 매주 토요일 낮 1:10 ~ 2:00(50분,시즌 3 방영.)                        |

## 등장인물

### 에이드리안 몽크 (Adrian Monk)
배우는 토니 셜룹. 샌프란시스코 경찰서의 유능한 형사였던 에이드리안 몽크는 아내인 트루디 앤 몽크(본명: 트루디 엘리슨, 1962 ~ 1997)가 의문의 자동차 폭발 사건으로 사망한 후 원래 있던 강박장애가 심해져 경찰을 그만 두게 되었다. 그가 가지고 있는 강박장애는 불안장애, 결벽증, 고소공포증, 폐쇄공포증 등을 포함하여 312개나 되며 심지어 우유와 거미 등에도 공포를 느낀다. 후에 나체공포증과 폐쇄공포증은 극중에서 극복한다. 몽크는 아내의 죽음 이후 경찰 일은 물론이고 일상생활조차 제대로 해나갈 수 없었지만 조수인 셰로나 플레밍(나탈리 티거)의 도움으로 아픔을 극복하고 경찰의 수사를 돕는 일을 하며 아내를 살해한 범인을 추적한다. 사소한 것을 놓치지 않는 예리한 관찰력과 한 번 보고 들은 것은 시간이 지나도 절대 잊지 않는 비상한 기억력으로 사건을 해결해 나간다. 경찰에 복귀하기를 열망하지만 번번이 심사에서 탈락하고 만다.

### 셰로나 플레밍 (Sharona Fleming)
배우는 비티 슈람. 간호사 출신으로서 몽크의 조수 역할을 톡톡히 한다. 전직 간호사이며, 전 남편의 도박 등의 문제로 이혼하고 혼자서 벤지라는 아들을 키우는 미혼모이다. 셰로나 역의 배우 비티 슈람이 출연료 문제로 중도 하차하게 되어 극중에서는 시즌 3의 8화 <Mr. Monk Takes His Medicine>에서 전남편과 재혼해 이사를 갔다는 설정으로 갑작스럽게 퇴장한다. 후에 남편과 다시 이혼한 것으로 나온다. 시즌 8의 에피소드 10에 재등장한다.

### 나탈리 티거 (Natalie Teeger)
배우는 트레일러 하워드. 셰로나가 떠난 후 몽크가 자신의 사건을 해결해 준 것을 계기로 그의 새 조수가 된다. 남편인 미치는 해군 장교였으나 전사했고 딸인 줄리와 단 둘이 살고 있다. 유명한 치약 회사를 운영하는 재벌가의 딸이지만, 부모님의 도움을 거절하고 혼자의 힘으로 생계를 유지하고 있으며 몽크의 조수가 되기 전에는 수많은 직업을 전전했다. 셰로나가 까칠한 성격으로 때로 몽크를 엄하게 타이르는 반면, 나탈리는 마음이 약해서 그의 모든 응석을 받아준다.

### 리랜드 스토틀마이어 (Captain Leland Stottlemeyer)
배우는 테드 러바인. 몽크가 경찰을 그만두기 전 그의 상사였으며 현재는 샌프란시스코 강력계의 반장을 맡고 있다. 큰 덩치와 숱 많은 콧수염은 그의 트레이드 마크이다. 몽크에게는 단순한 상사 이상으로 친구와 같은 존재이며, 그가 곤경에 처할 때마다 그의 편이 되어 준다. 몽크가 경찰 일을 도와 생계를 꾸릴 수 있도록 도왔으며,그의 경찰 복귀도 돕고 있다. 극 초반에는 몽크의 능력을 질투하고 의심하기도 하지만, 몽크의 사건 해결이 이어지면서 나중에는 그를 전적으로 신뢰한다.

### 랜달 디셔 (Lieutenant Randall "Randy" Disher)
배우는 제이슨 그레이 스탠퍼드. 흔히 애칭인 '랜디'로 불리며, 샌프란시스코 경찰청 강력계에서 리랜드의 부하로 일하는 경위이다. 기본적으로 경찰 일에 열정을 갖고 있고 나름대로 진지하게 이런저런 추리도 해 보지만, 통찰력이 부족한 관계로 그 추리들의 대부분은 말도 안 되는 우스꽝스러운 얘기들이다. 이렇듯 사건의 본질을 파악 못 하고 헛소리를 하는 관계로 자주 리랜드를 짜증나게 만들며, 랜디가 진지하게 말도 안 되는 추리를 하는 장면들은 <몽크> 시리즈의 주요 개그 패턴 중 하나이다. 취미로는 밴드 활동을 한다. 셰로나가 시즌 8의 10화에서 샌프란시스코에서 재등장한 것을 계기로 셰로나와 맺어진다.

## 출연자
- 에이드리안 몽크 (토니 셜룹) (성우 - 배한성) - 샌프랜시스코 경찰 출신의 사설탐정.
- 세로나 플레밍 (비티 슈람) (성우 - 서혜정) - 몽크를 돌보는 간호사이자 조수.
- 벤지 플레밍 (시즌 1 : 맥스 머로 시즌 2부터 : 케인 리처트) (성우 - 소연) - 세로나의 아들.
- 리랜드 스토틀마이어 반장(테드 레빈) (성우 - 김병관) - 샌프랜시스코 경찰 강력반 반장.
- 랜디 디셔 형사(제이슨 그레이 스탠퍼드) (성우 - 오인성) - 스토틀마이어를 보좌하는 경위.
- 나탈리 제인 데번포드 티거(트레일러 하워드) (성우 - 김옥경) - 세로나 플레밍이 전남편인 트레버 하우와 재결합해 뉴저지로 떠난 이후 몽크의 새 조력자로 고용됨. 방송상으로는 시즌 3 후반부터 등장한다.
- 줄리 티거 (에이미 클락) - 나탈리의 딸.
- 찰스 크로거 박사 (스탠리 카멜) (성우 - 남궁윤) - 몽크의 정신과 상담의사. 2008년 사망함으로써 시즌 6까지 출연.